# Alberto Frezza
Alberto Frezza (* 23. Mai 1989 in Mailand) ist ein italienischer Schauspieler. Bekannt wurde er vor allem durch die Rolle des Ryan Tanner in der Serie Station 19.

## Leben
Alberto Frezza wurde als eines von drei Kindern von in Äthiopien geborener Eltern in Mailand geboren. Kurz nach seiner Geburt zogen seine Eltern mit ihnen zurück nach Äthiopien, wo sie die nächsten Jahre aufwuchsen. In seiner Kindheit erlernte Alberto Amharisch, ohne es heute noch sprechen zu können. Außerdem fing er mit dem Fußballspielen an und zog einer möglichen Karriere wegen zurück nach Italien. Nachdem diese wenig Aussicht auf Erfolg hatte, zog er stattdessen in die Vereinigten Staaten um Schauspieler zu werden. Sein Interesse wurde erstmals durch den Film Stand by Me – Das Geheimnis eines Sommers geweckt, den er während seiner Kindheit teilweise mehrmals täglich ansah. In den USA nahm er ab 2007 an einem Schauspielprogramm an der New York Film Academy teil, welches er 2009 abschloss.
Nach dem Abschluss war Frezza 2011 bei einem Gastauftritt in Drei Engel für Charlie erstmals in einer Rolle vor der Kamera zu sehen. 2012 erhielt er als Antonio eine Nebenrolle im Film Battle Force – Todeskommando Aufklärung. 2016 war er als Deputy Garrett Sykes Teil der Hauptbesetzung der Serie Dead of Summer, die allerdings nach nur einer produzierten Staffel eingestellt wurde. Nach Gastauftritten in Touch und Criminal Minds, konnte Frezza seine Bekanntheit vergrößern durch die Serie Station 19, in der er von 2018 bis 2020 in der Rolle des Ryan Tanner Teil der Hauptbesetzung war. 2020 übernahm er als Enrico eine wiederkehrende Rolle in der Dramedy-Serie The Flight Attendant.

## Filmografie (Auswahl)
- 2008: Pills (Kurzfilm)
- 2010: Tell My Heart How (Kurzfilm)
- 2011: Drei Engel für Charlie (Charlie’s Angels, Fernsehserie, Episode 1x05)
- 2012: Battle Force – Todeskommando Aufklärung (Battle Force)
- 2012: Angel Falls in Love
- 2012: Touch (Fernsehserie, Episode 1x07)
- 2015: Broad Squad (Fernsehfilm)
- 2016: Dead of Summer (Fernsehserie, 10 Episoden)
- 2017: No, That's Okay. I'm Good. (Fernsehserie, Episode 1x04)
- 2017: Criminal Minds (Fernsehserie, Episode 13x02)
- 2017: Shotgun Diaries (Kurzfilm)
- 2018–2020: Seattle Firefighters – Die jungen Helden (Station 19, Fernsehserie, 30 Episoden)
- 2020: The Flight Attendant (Fernsehserie, 3 Episoden)
- 2021: Zufälle gibt’s – Das große Weihnachtsglück (Fernsehfilm)
- 2022: CSI: Vegas (Fernsehserie, Episode 2x06)